# The Final Cut
The Final Cut (понякога наричан A Requiem For The Post-War Dream by Roger Waters) е дванадесетият студиен албум на английската прогресив рок група „Пинк Флойд“. Той е издаден от Харвест Рекърдс на 21 март 1983 във Великобритания, а няколко седмици по-късно от Кълъмбия Рекърдс в САЩ. The Final Cut е последният албум на „Пинк Флойд“, който включва основателят на групата, басист и автор на песни Роджър Уотърс, и техният единствен албум в който Уотърс се изявява, като самостоятелен автор и композитор. Това е единственият албум на „Пинк Флойд“, в който не участва пианистът Ричард Райт.
Роджър Уотърс планира The Final Cut да бъде издаден, като саундтракт албум към филма от 1982 година – Пинк Флойд Стената. С настъпването на Фолклендската война, той го пренаписва като концептуален албум, разглеждайки го като предателство от страна баща му, който умира във Втората световна война. Повечето песни са изпети от Уотърс, китаристът Дейвид Гилмор осигурява вокалите само на една песен. Обложката, също е разработена от Уотърс, отразявайки военната тема на албума.
The Final Cut е записан в осем британски студия от юли до декември 1982 г. Продукцията му генерира нарастващо напрежение, особено между Уотърс и Гилмор. Изданието достига до върха на британската класация за албуми, но получава смесени отзиви.
Албумът е съпътстван от късометражния филм The Final Cut, издаден през същата година. По-късно Роджър Уотърс напуска групата, като се опитва да забрани на Дейвид Гилмор и Ник Мейсън да използват името на „Пинк Флойд”.

## Списък с песните
Всички основни вокали се изпълняват от Роджър Уотърс с изкючение на „Not Now John“ с вокалите на Дейвид Гилмор и Роджър Уотърс

### Страна едно
1. The Post War Dream – 3:02
2. Your Possible Pasts – 4:22
3. One of the Few – 1:23
4. The Hero's Return – 2:56
5. The Gunner's Dream – 5:07
6. Paranoid Eyes – 3:40

### Страна две
1. Get Your Filthy Hands Off My Desert – 1:19
2. The Fletcher Memorial Home – 4:11
3. Southampton Dock – 2:13
4. The Final Cut – 4:46
5. Not Now John – 5:01
6. Two Suns in the Sunset – 5:14

## Състав
- Роджър Уотърс
- Дейвид Гилмор
- Ник Мейсън